# Eparchia sławgorodzka
Eparchia sławgorodzka – jedna z eparchii Rosyjskiego Kościoła Prawosławnego, z siedzibą w Sławgorodzie. Wchodzi w skład metropolii ałtajskiej.
Utworzona 5 maja 2015 postanowieniem Świętego Synodu, poprzez wydzielenie z eparchii barnaułskiej. Obejmuje część Kraju Ałtajskiego.
Ordynariusz eparchii nosi tytuł biskupa sławgorodzkiego i kamieńskiego.

## Biskupi sławgorodzcy
- Wsiewołod (Ponicz), 2015–2021
- Antoni (Prostichin), 2021[2]-2025[3]
- Joazaf (Wiszniakow), od 2025[4]